# درام ورکشاپ
درام ورکشاپ (به انگلیسی: Drum Workshop) (همچنین به عنوان دی‌دبلیو درامز DW Drums یا دی‌دبیلو DW شناخته می‌شود) یک شرکت آمریکایی تولید درام و سخت‌افزار درام است که در آکسنارد کالیفرنیا واقع شده‌است. محصولات فعلی دی‌دبلیو شامل درام، طبل کوچک و سخت‌افزار درام است.